# 国道66号線 (アメリカ合衆国)

国道66号線の標識

国道66号線（こくどう66ごうせん、U.S. Route 66）は、アメリカ合衆国中東部のイリノイ州シカゴと、西部のカリフォルニア州サンタモニカを結んでいた、全長3,755km（2,347マイル）の旧国道。1926年指定。州間高速道路の発達によりその役目を終え、1985年に廃線となった。
ルート66（Route 66）とも呼ばれ、大陸を横断するこの道はアメリカ西部の発展を促進した重要な国道であり、映画や小説、音楽などの中に多く登場し、今なおアメリカのポップ・カルチャーの題材にされている。
1956年に同じナンバーを有する州間高速道路66号線が開通しているが関係のない別の道路である。

## 概要

かつての国道66号線の経路

「ルート66」と呼ばれるこの国道にはいくつかの別名があった。
1. グレート・ダイアゴナル・ウェイ（The Great Diagonal Way） - 国道66号線が創設されたとき、他の国道とは異なり、その一部、シカゴ・オクラホマシティ間を斜めに結んでいたことからこの名がつけられた。
2. メイン・ストリート・オブ・アメリカ（The Main Street of America） - 国道66号線のプロモーションに使われた。国道40号線（英語版）もこのように宣伝されたが、国道66号線のほうがより成功を収めた。
3. マザー・ロード（The Mother Road） - ジョン・スタインベックの小説、「怒りの葡萄」の中でこのように呼ばれ、この国道の別名として定着した。
4. ウィル・ロジャース・ハイウェイ（The Will Rogers Highway） - 1952年に国道66号線協会（US Highway 66 Association）によって「公式」な別名として定められた。

### 沿道の州
国道66号線は以下の8州を通っていた。
- イリノイ州
- ミズーリ州
- カンザス州
- オクラホマ州
- テキサス州
- ニューメキシコ州
- アリゾナ州
- カリフォルニア州

### 沿道の主な都市
以下は沿道の都市のうち主なものである。
- シカゴ
- スプリングフィールド (イリノイ州)
- イーストセントルイス
- セントルイス
- スプリングフィールド (ミズーリ州)
- ジョプリン
- タルサ
- オクラホマシティ
- アマリロ
- サンタフェ
- アルバカーキ
- ギャラップ（英語版）
- ウィノナ（英語版）
- フラッグスタッフ
- キングマン
- バーストウ
- サンバーナーディーノ
- パサディナ
- ロサンゼルス
- ビバリーヒルズ
- サンタモニカ

## 歴史

### オセージ・トレイルとミズーリ州道14号線
国道66号線の設置以前から、ミズーリ州内、セントルイスとスプリングフィールドの間にはオセージ・インディアン・トレイルと呼ばれるネイティブ・アメリカンの古い道が通っていた。1800年代初頭、電報線がこの道に沿って引かれると、この古い道はワイヤー・ロード（Wire Road）と呼ばれるようになった。なお、電報線そのものはスプリングフィールドよりもさらに南、アーカンソー州フォートスミスまで引かれた。後に、この道はオールド・ワイヤー・ロード（Old Wire Road）と呼ばれるようになった。
1922年、この古い道はミズーリ州道14号線となった。この州道はセントルイス・ジョプリン間500km（319マイル）を結ぶもので、途中スプリングフィールドを経由し、ミズーリ州を東西に横断していた。また、この道はオザーク・トレイルの一部でもあった。なお、現在のミズーリ州道14号線は国道40号線の創設時に旧ミズーリ州道40号線が混同を避けるために名を変えたものであり、この道とは異なる。
この旧ミズーリ州道14号線こそが、後に「ルート66」と呼ばれ、アメリカ合衆国の歴史に残る国道66号線へとなる道であった。

### 誕生と隆盛
アメリカ合衆国で初めて国道システムの設置が提唱されたのは1923年のことである。国道66号線は、1926年に連邦最初の国道の1つとして創設された。国道の設置にあたっては、南北方向に走る道路の国道番号は奇数（北から南にかけて番号が増える）、東西方向に走るものは偶数（東から西にかけて番号が増える）とすることが定められた。東海岸沿いを走る国道が国道1号線、西海岸沿いを走る国道が国道101号線、カナダ国境沿いを走る国道が国道2号線、フロリダとテキサスを結ぶものが国道90号線、そしてその間のシカゴとロサンゼルスを結ぶ国道は国道60号線とすることが提案に盛り込まれていた。しかし、ケンタッキー州は、バージニアビーチとロサンゼルスを結ぶ道路を60号線とし、ミズーリ州スプリングフィールドとシカゴを結ぶ道路を国道62号線とするべきだと提案した。この議論は最終的に、国道60号線はバージニアビーチとスプリングフィールドを、国道62号線はシカゴとロサンゼルスを結ぶ国道として定める事で決着した。だが、アメリカ合衆国南西部を東西に貫くシカゴとロサンゼルスを結ぶこの国道には、62よりも覚えやすく、言いやすく、聞きやすいという理由でゾロ目の番号66があてられた。
国道システムが正式に創設されると、1927年にオクラホマ州タルサで国道66号線協会が発足した。この協会の目的は国道66号線の舗装促進、および利用者の増加を図ることであった。翌1928年には、同協会のプロモーションの一環として、バニアン・ダービー（en:Trans-American Footrace）という競走レースを執り行った。これはロサンゼルスからニューヨークまで大陸を横断するもので、シカゴまでは国道66号線を走るルートになっていた。ウィル・ロジャースを含む著名人たちが沿道に応援に駆けつけるなど、プロモーションは成功を収めた。同協会は1976年に解散するまで、沿道の産業界側の窓口としての役割を果たした。
交通量は日増しに増えていった。全体的に平坦な地形など地理的な条件にも恵まれ、トラック輸送には適した道路であった。1930年代には、土壌流出によりカンザス・オクラホマ・テキサス各州からカリフォルニア州へ移住する農家が西へと向かうための道としての役割を担った。この様子をジョン・スタインベックが怒りの葡萄で描いている。大恐慌時代には、この国道の存在は沿道の住民に安心感を与えた。小さな町村を縫うように走り、交通量も増加の一途をたどっていたため、沿道には各種商店やレストランなどビジネスを起こす機会にあふれていた。
創設された当時は、他の多くの国道と同じように、ほとんどは未舗装の埃道であった。しかし、国道66号線協会の努力により、1938年に国道66号線は全米の国道で初めてとなる舗装がなされた。Bloody 66（血まみれの66号線）と呼ばれるような危険な場所もあったが、ルートの変更などにより次第に危険なカーブがルート上から取り除かれていった。しかし、アリゾナ州のブラック・マウンテン山地を越える1ヶ所だけは1953年までヘアピンカーブの連続する曲がりくねった道として残った。それでも国道66号線は人気の高い道路であり続けた。
第二次世界大戦中、カリフォルニア州で軍需産業が発達し、西への人口の動きはさらに加速した。そうした状況下で、国道66号線は軍用品の運搬路としての役割を果たした。国道66号線の近くにあったミズーリ州のフォート・レオナード・ウッド陸軍基地は、軍の交通需要に応えるため、迅速に国道の拡幅を行った。
1950年代に入ると、国道66号線の主な通行者はロサンゼルスへのバカンス客へと取って代わられた。この国道はアリゾナ州内においてもグランドキャニオンの近くを通っていた。同州のバリンジャー・クレーターも人気の高い観光地であった。こうした観光需要の高まりにより、沿道にはモーテルや各種ショップが建ち並ぶようになった。また、沿道ではドライブスルーの設置や、マクドナルドの登場など、ファーストフード産業も生まれた。このような沿道の変化は、「ルート66」を単なる道路ではなく、アメリカ近代文化の縮図へと変貌させていった。

### ルート変更

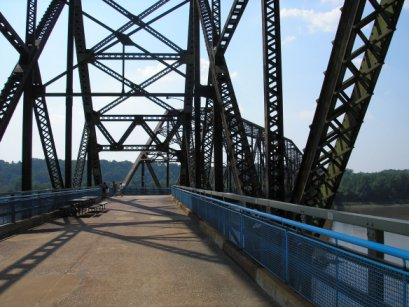
ミシシッピ川にかけられたチェーン・オブ・ロックス橋（Chain of Rocks Bridge）。セントルイス市街地の交通渋滞を緩和するため、国道66号線のバイパスとして作られた。

1930年代、国道66号線には以下の4つの大きなルート変更がなされた。
- 1930年、イリノイ州スプリングフィールド・イーストセントルイス間において、国道66号線は東遷され、現在は州間高速道路55号線が通っている位置に定められた。もとの道路は現在イリノイ州道4号線となっている。
- 1932年、セントルイスのダウンタウン（英語版）から州内のグレイサミット（英語版）に通ずる部分が創設時のマーケット通り（Market Street、en:Streets of St. Louis#Market_Street）とマンチェスター通り（Manchester Road、en:Missouri Route 100#Route description）から未完成だったワトソン通り（en:Watson Road）に改められた。現在、創設時の通りはミズーリ州道100号線（英語版）、ワトソン通りはミズーリ州道366号線（英語版）にそれぞれなっている。
- 1933年、オクラホマ州エルリノ（英語版）・ブリッジポート（英語版）間において、国道66号線は南遷された。この変更により、それまで経由していたカルメット（英語版）やギアリー（英語版）は経由せず、2都市間が直線で結ばれるルートとなった。
- 1937年、ニューメキシコ州サンタローザ（英語版）・ロスルナス間においてルート変更が行われ、アルバカーキへダイレクトに入るように改められた。それまでは北側を経由してサンタフェなどを通っていた。この変更により、ニューメキシコ州通過に要する時間が4時間短縮された。

また、国道66号線には沿道の大きな都市での渋滞を回避するため、バイパスや環状道路が設けられた。このような道路が設けられた都市には次のような例がある。
- スプリングフィールド (イリノイ州)
- セントルイス
- スプリングフィールド (ミズーリ州)
- ジョプリン
- オクラホマシティ.

### 衰退
国道66号線の衰退への道は1956年、ドワイト・アイゼンハワー大統領が連邦補助高速道路法に調印したことによって始まった。この法律は、第二次世界大戦のヨーロッパ戦線においてアウトバーンを目にしたアイゼンハワーが、アメリカ合衆国にもそのような高速道路網を建設しようとして成立させたものだった。以後、この法律により、アメリカ合衆国内の主要な国道は次々に州間高速道路に置き換わっていった。
国道66号線も例外ではなかった。高速道路の技術が発達するにつれて、技術者たちは常に都市間を直線的に結ぶルートを考えていった。第二次世界大戦後の交通量の激増によって、国道66号線も大小の変更を余儀なくされた。例えばイリノイ州においては、シカゴからミシシッピ川岸に至るまでの州内全線を4車線に拡幅し、バイパスも町という町に建設した。1950年代初頭から中盤にかけては、ミズーリ州においても4車線への拡幅が行われた。両州の4車線に拡幅された国道66号線のほとんどの部分は、後に州間高速道路へと置き換えられていくことになった。
1953年、国道66号線の初の大型バイパスとなるターナー・ターンパイクがオクラホマ州タルサ・オクラホマシティ間に開通した。全長140km（88マイル）におよぶこの有料道路は国道66号線に並行し、沿道の町を迂回して走っていた。この有料道路は1957年にウィル・ロジャース・ターンパイクと合わさり、タルサ・オクラホマシティ両市とミズーリ州の州境の町ジョプリンとを結んだ。この有料道路もまた、国道66号線に並行し、沿道のオクラホマ州北東部やカンザス州内の町をことごとく迂回して走った。この2本のターンパイクはやがてタルサの国道66号線バイパスとともに州間高速道路44号線となった。
テキサス州においては、国道66号線を州間高速道路で置き換える計画が、建設にあたって訴訟沙汰となったことにより頓挫した。この頃になると、国道66号線協会が地元産業界を代弁し、州間高速道路の建設反対を訴えるようになった。州間高速道路は地上の道路とランプウェイでのみ接続する形であるため、道路の開通によるビジネスの機会につながりづらく、結果として産業の損失となるのではないかという懸念があったためである。
このような訴訟は有料道路以外ではあらゆるところで起こった。ミズーリ州のいくつかの町では、国道66号線の標識を町から撤去して州間高速道路を建設したら提訴すると州政府に脅しをかけた（しかし実際には訴訟は起こらなかった）。また、いくつかの企業は国道66号線との関連性で有名だったため、66という番号を失うことを恐れ、ミズーリ州政府に国道66号線のセントルイス・オクラホマシティ間を「州間高速道路66号線」として制定することを求めたが、州政府に拒否されてしまった（現在存在する州間高速道路66号線はバージニア州 - ワシントンD.C.間の道路であり、国道66号線とは無関係である）。
1984年、アリゾナ州ウィリアムズで州間高速道路40号線の完成により、国道66号線の最後の部分が置き換えられた。その翌年、国道66号線は正式に廃線となり、59年の歴史に終止符を打った。
州間高速道路は、国道66号線のルートを1本で完全に置き換えたものはなく、以下のように5本の道路に分割されてカバーされている。
- I-55 - シカゴ・セントルイス間
- I-44 - セントルイス・オクラホマシティ間
- I-40 - オクラホマシティ・カリフォルニア州バーストウ間
- I-15 - バーストウ・サンバーナーディーノ間
- I-10 - ロサンゼルス都市圏内、サンタモニカまで

### 廃線後

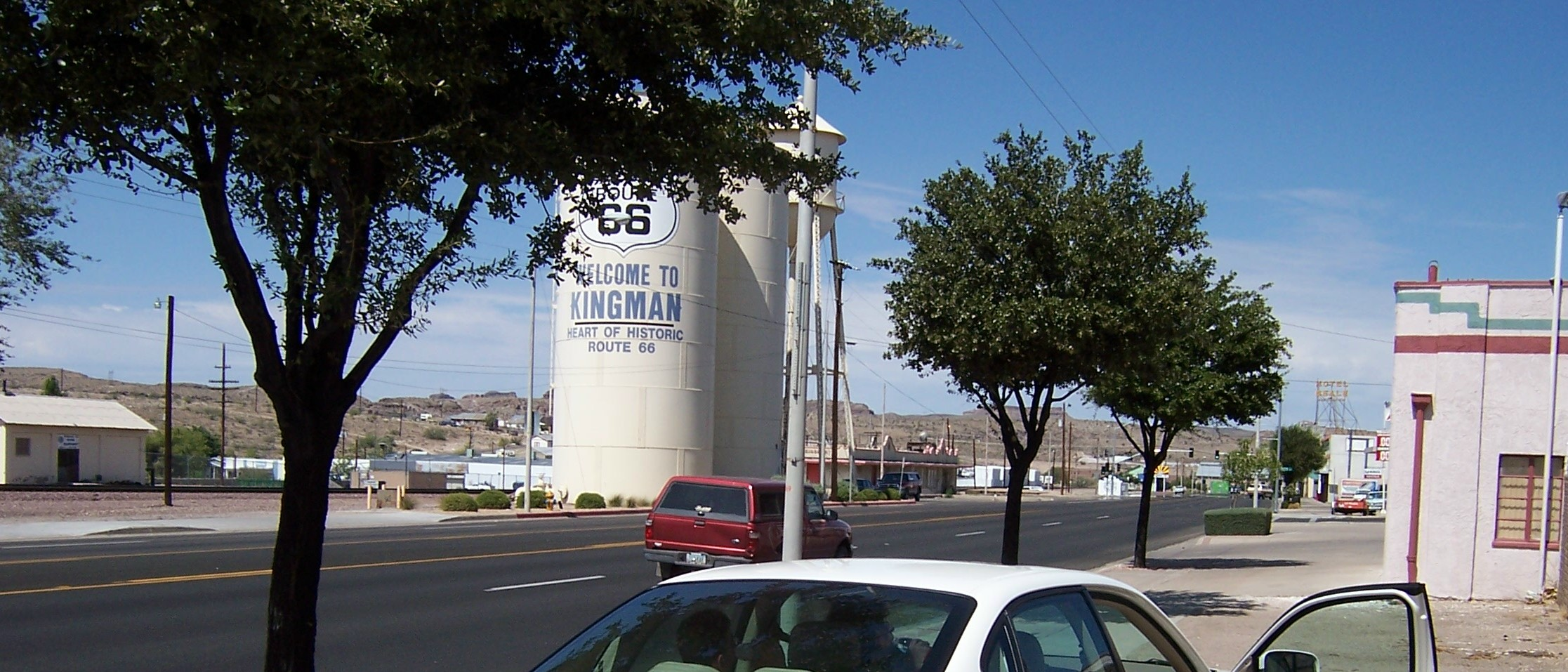
沿道の都市・町村は「ルート66」との関連性を様々な形でアピールしている。写真はアリゾナ州キングマンにて。

廃線後、道路は様々な形に転用された。国道66号線の沿道の多くの都市では、道路は州間高速道路を補完する通勤道路（en:Business route）となった。州道、郡道、市町村道、私道となった部分もあった。道路としては完全に使われなくなった部分もあった。一方で、ミズーリ州スプリングフィールド・オクラホマ州タルサ間のように、保存されている部分も数多く存在する。現在でも、ルートの80%以上は緻密な計画のもとに車でたどることができる。
この国道の66という数字は各州の州道に引き継がれている。ミズーリ州道66号線、ミズーリ州道266号線、ミズーリ州道366号線はすべて国道66号線のルートであった。オクラホマ州道66号線は近くを通るターンパイク（有料道路）の無料のバイパスとしての役割を果たしている。アリゾナ州ではアリゾナ州道66号線となり、キングマンへと通じている。ロサンゼルス東郊のサンバーナーディーノなどいくつかの都市では、フットヒル大通り（Foothill Boulevard、en:Foothill Boulevard (Southern California)）をカリフォルニア州道66号線としている。また、郡道や市道でもこの66という数字を引き継いでいるものは少なくない。

## 復活

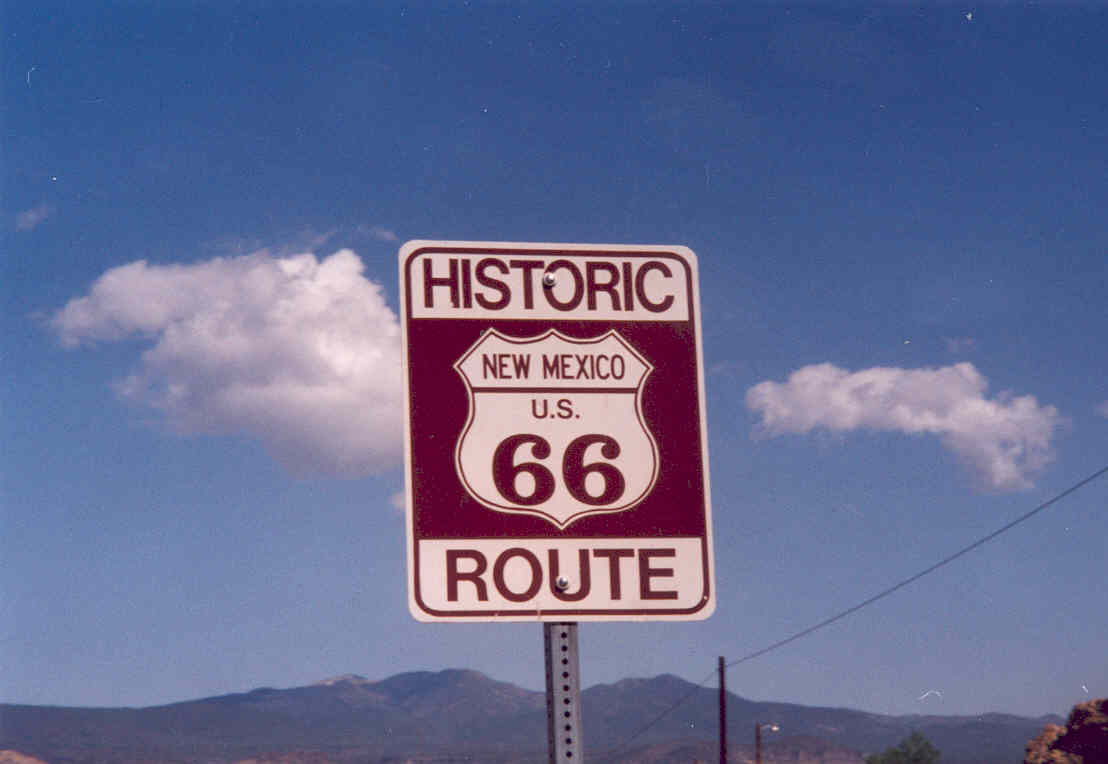
ニューメキシコ州内の現在の標識。Historic（旧道）と記されている。

1990年、アリゾナ州とミズーリ州でそれぞれルート66協会が発足した。同年、ミズーリ州政府は州内の国道66号線を州の歴史的街道に指定すると宣言した。最初のHistoric Route 66の標識は同州のスプリングフィールドカーニー通り（Kearney Street）上、グレンストーン通り（Glenstone Avenue）との交差点に設置された。なお、この標識は現在では同州にあるユリーカの近くに位置する国道66号線記念州立公園に移設されている。
他の沿道諸州も次々とルート66協会を発足させ、ミズーリ州に続いた。アリゾナ州を通る部分では、この国道は国の史跡に指定されている。ロサンゼルス都市圏のアロヨ・セコ公園道路とニューメキシコ州を通る部分は国指定景観街道になった。2005年には、ミズーリ州がこの国道のイリノイ州からカンザス州に至る部分を景観街道に指定した。カリフォルニア州のフットヒル大通り（前述）沿いには、国道66号線の標識が立ち並んでいる。

## ポップ・カルチャーの中の「ルート66」
国道66号線は廃線となったが、「ルート66」は企業の名前として、あるいは文学、音楽、テレビドラマなどでその名が生き続けている。
ガソリンスタンドのフィリップス66（en:Phillips 66）はその一例と言える。オクラホマ州内での国道66号線はほぼ平坦な直線道路だったため、1920年代後半にタルサの石油会社がガソリンの新製品のテストに使用した。テスト中、検査員の1人は速度計を見て「車は時速66マイル（約106km）で走っているようだ」と言った。このときの車の速度と国道の番号をかけて新製品は「フィリップス66」と名付けられた。フィリップス66は後にコノコフィリップス所有のブランドとなったが2012年に精製販売部門がフィリップス66として独立し、現在においても1企業として存在する。
1940年、カリフォルニア州の作家ジョン・スタインベックは『怒りの葡萄』を発表した。この小説にはカリフォルニアに移住するために西進するオクラホマの農家が描かれた。作品中、一家は偏見や貧困といった様々な問題を乗り越え、明るい未来を求めて西へ西へと進み続ける。この小説の中で、スタインベックは西へと向かう道の描写に1節を費やし、節の内容をオクラホマシティと国道66号線に集約させた。この作品の中では、国道66号線は「マザー・ロード」と記された。この「マザー・ロード」は、現在でもこの国道の別名として残っている。後にこの小説がピューリッツァー賞を受賞したことにより、この国道の知名度はさらに高まった。
1946年、ジャズピアニスト・作曲家のボビー・トゥループは、自ら国道66号線を走ってカリフォルニアへ赴き、『ルート66』という楽曲を書き上げた。楽曲のタイトルはトゥループの最初の妻、シンシアが思いついたものであった。ナット・キング・コールの歌唱によりこの楽曲は大ヒットした。この後、この楽曲はジャズ・スタンダードとしてローリング・ストーンズを含む数々のアーティストにカバーされることになった。

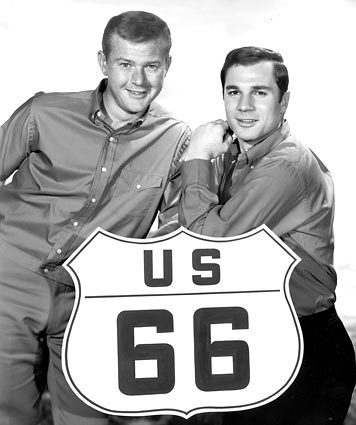
マーティン・ミルナー（左）とジョージ・マハリス主演のテレビドラマ

「ルート66」にちなんだテレビドラマも放送された。中でも代表的なのは1960年から1964年にかけてCBS系列で放送された『ルート66』である。ドラマ中、シボレー・コルベットに乗った2人の若者、トッド（Tod）とバズ（Buzz）は冒険を求めてアメリカ中のハイウェイを走っていく。しかし、多くのシーンはロケで撮影されたにも拘らず、タイトルとは異なり、実際に国道66号線がロケ現場となることはほとんどなかった。このドラマの放送をきっかけに、コルベットは「ルート66」に最も関係の深い車となった。
ゼネラルモーターズには、コルベットと並んで「ルート66」に関係の深い車、キャデラックがある。テキサス州アマリロの近くにはヴィンテージもののキャデラック10台を並べ、先頭を地中に沈めて立たせたキャデラック・ランチというモニュメントがある。
スポーツの世界にも「ルート66」にちなんだ名前が存在する。NBAの下部リーグ、NBAゲータレード・リーグのタルサ・シックスティシクサーズは国道66号線にちなんで名付けられた。野球のマイナーリーグにも、インランド・エンパイア・シックスティシクサーズというチームがある。
「ルート66」にちなんだファッションとしては、Kマートで売られているジーンズのブランド、「ルート66」が挙げられる。
1995年に公開されたディズニー映画『グーフィー・ムービー ホリデーは最高!!』では、グーフィーとマックスが国道66号線を走ってバカンスに出かける内容となっている。
2006年夏公開のディズニー/ピクサー映画『カーズ』は国道66号線沿線の小さな町を舞台としている。この映画は当初『ルート66』というタイトルで公開される予定であったが、1960年代のテレビドラマ（前述）と混同しやすいという理由から改名された。
アメリカ合衆国のドラマ『プリズンブレイク』にもルート66は登場し、ドラマの個別タイトルにもなっている。